# 刘绍忠
刘绍忠（1954年7月—），男，汉族，云南龙陵人，中华人民共和国政治人物，曾任云南省工业和信息化委员会主任。第十届、第十一届全国人大云南地区代表。

## 生平
毕业于北京工业学院固体燃料火箭发动机专业，是中国共产党党员。1969年9月参加工作，历任厂办主任、车间主任、副厂长、厂长，云南省国防科工办副主任，昆明市副市长，昆明市委常委、常务副市长、市政府党组副书记等职。2003年至2012年，历任云南省经济贸易委员会主任、云南省经济委员会主任、云南省工业和信息化委员会主任等职。2013年至2017年，担任云南省人民代表大会财政经济委员会主任委员。